# 豊栄村 (千葉県長生郡)
豊栄村（とよさかむら）は、千葉県長生郡（上埴生郡）にかつて存在した村である。現在の長南町の北部にあたり、一宮川の支流である三途川の沿岸、現在の国道409号の沿道に位置する。長南町立豊栄小学校などにその名をとどめる。なお、村域内にある豊栄神社は本村発足後の1909年に建立されたものである。

## 沿革
- 1889年（明治22年）4月1日 - 町村制施行により米満村、千田村、千手堂村、棚毛村、又富村、岩川村、今泉村、関原村、須田村、本台村が合併して上埴生郡豊栄村が発足。
- 1897年（明治30年）4月1日 - 長柄郡、上埴生郡が統合されて長生郡となる。
- 1955年（昭和30年）2月11日 - 庁南町、西村、東村と合併し、長南町を新設。同日豊栄村廃止。